# Mosze Mordechaj Morgenstern

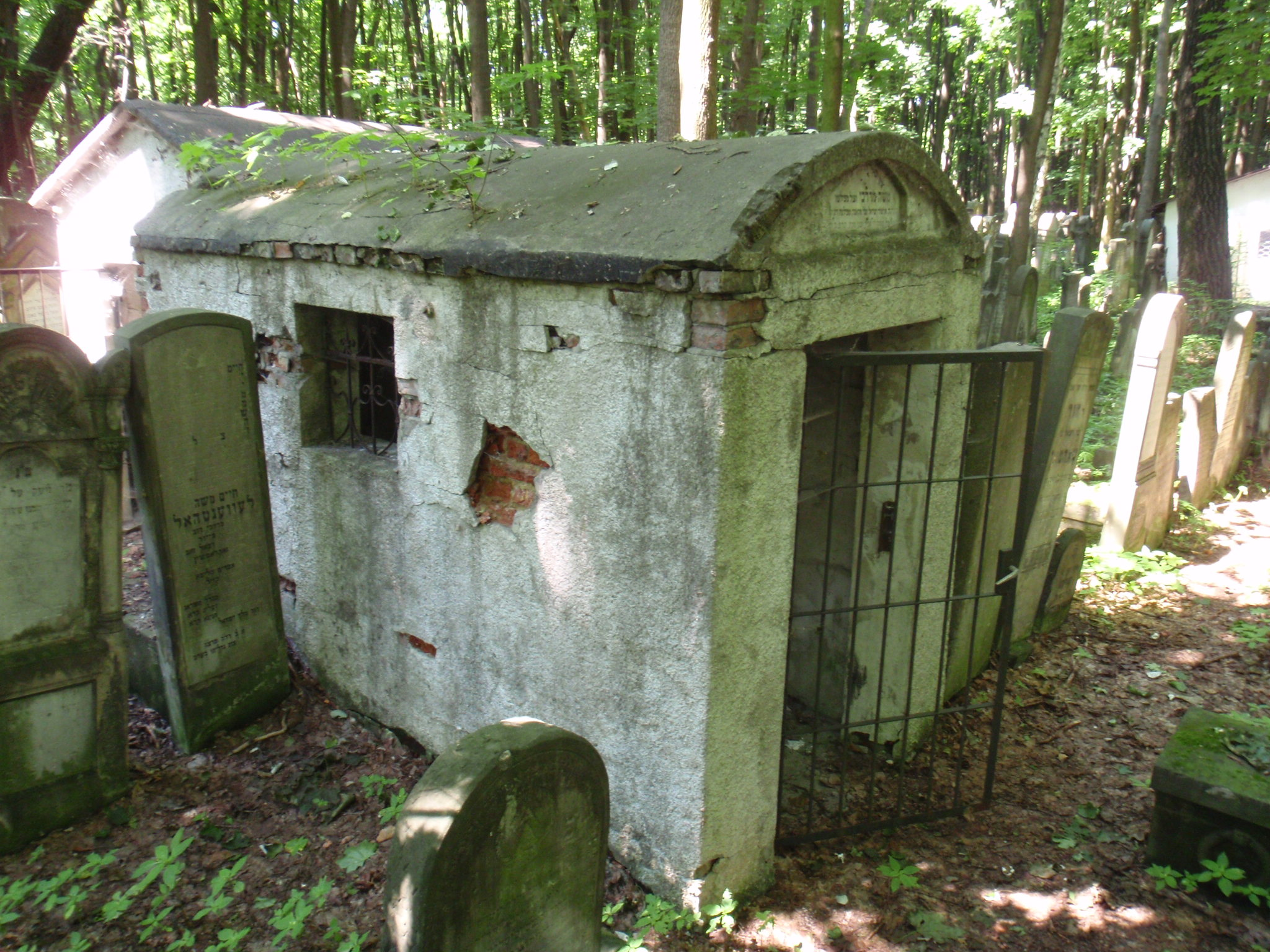
Ohel Mosze Mordechaja Morgensterna na cmentarzu żydowskim w Warszawie

Mosze Mordechaj Morgenstern (jid. משה מרדכי מאָרגענשטערן; ur. 1862, zm. 26 marca 1929 w Warszawie) – rabin chasydzki, w latach 1909–1929 cadyk pilawski.
Był synem Chaima Israela z Pilawy i prawnukiem Menachema Mendla z Kocka (1787–1859). W 1909 został cadykiem w Pilawie. W 1914 przeniósł siedzibę do Warszawy. Jest autorem Mideresz Mosze i Miderche Mosze. Był jednym z najpopularniejszych cadyków w międzywojennej Polsce.
Zmarł w Warszawie. Jest pochowany w ohelu na cmentarzu żydowskim przy ulicy Okopowej (kwatera 47, rząd 6).